# Cagnò
Cagnò är en ort och frazione i kommunen Novella i provinsen Trento i regionen Trentino-Sydtyrolen i Italien. Kommunen upphörde den 31 december 2019 och bildade tillsammans med kommunerna Brez, Cloz, Revò och Romallo den nya kommunen Novella. Den tidigare kommunen hade 325 invånare (2018).